# Bombo
Bombo este un oraș în Districtul Luwero, Regiunea Centrală a Ugandei.
Bombo este aflat aproximativ 37 de kilometri, pe drum, la nord de capitala Ugandei., Kampala.

## Izvoare
1. ↑  „Road Distance Between Kampala And Bombo With Interactive Map”. Globefeed.com. Accesat în 22 februarie 2015.